# Ottavio Bottecchia
(Ottavio Bottecchia)
Ottavio Bottecchia (San Martino di Colle Umberto, 1º agosto 1894 – Gemona del Friuli, 15 giugno 1927) è stato un ciclista su strada italiano.
Fu il primo ciclista italiano a vincere il Tour de France, nel 1924; nella circostanza fu inoltre il primo ad indossare la maglia gialla ininterrottamente dalla prima all'ultima tappa. Rivinse il Tour anche nel 1925.

## Biografia
Ottavo degli otto figli di Francesco Bottecchia, ortolano e carrettiere, ed Elena Torres, crebbe in povertà; in gioventù lavorò prima come muratore e poi come carrettiere di legnami. Proprio l'attività di muratore gli varrà, negli anni di attività ciclistica, e pur essendo lui veneto di San Martino di Colle Umberto, il soprannome di Muratore del Friuli. Chiamato alle armi per la prima guerra mondiale, venne inquadrato come caporale nel 6º battaglione bersaglieri ciclisti (matr. n. 35418).
Durante il conflitto combatté sul Carso, con alterne fortune (contrasse la malaria, respirò gas tossici e fu anche fatto per tre volte prigioniero dagli austriaci, riuscendo però sempre a scappare), ma avvicinandosi all'uso della bicicletta, grazie al ruolo di "esploratore d'assalto", e appassionandosene. Si distinse anche nelle fasi della resistenza sul Piave, nel giugno e nell'ottobre 1917, con atti di eroismo, a Lestans di Sequals, che al termine della Guerra gli valsero la decorazione con la Medaglia di bronzo al valor militare.

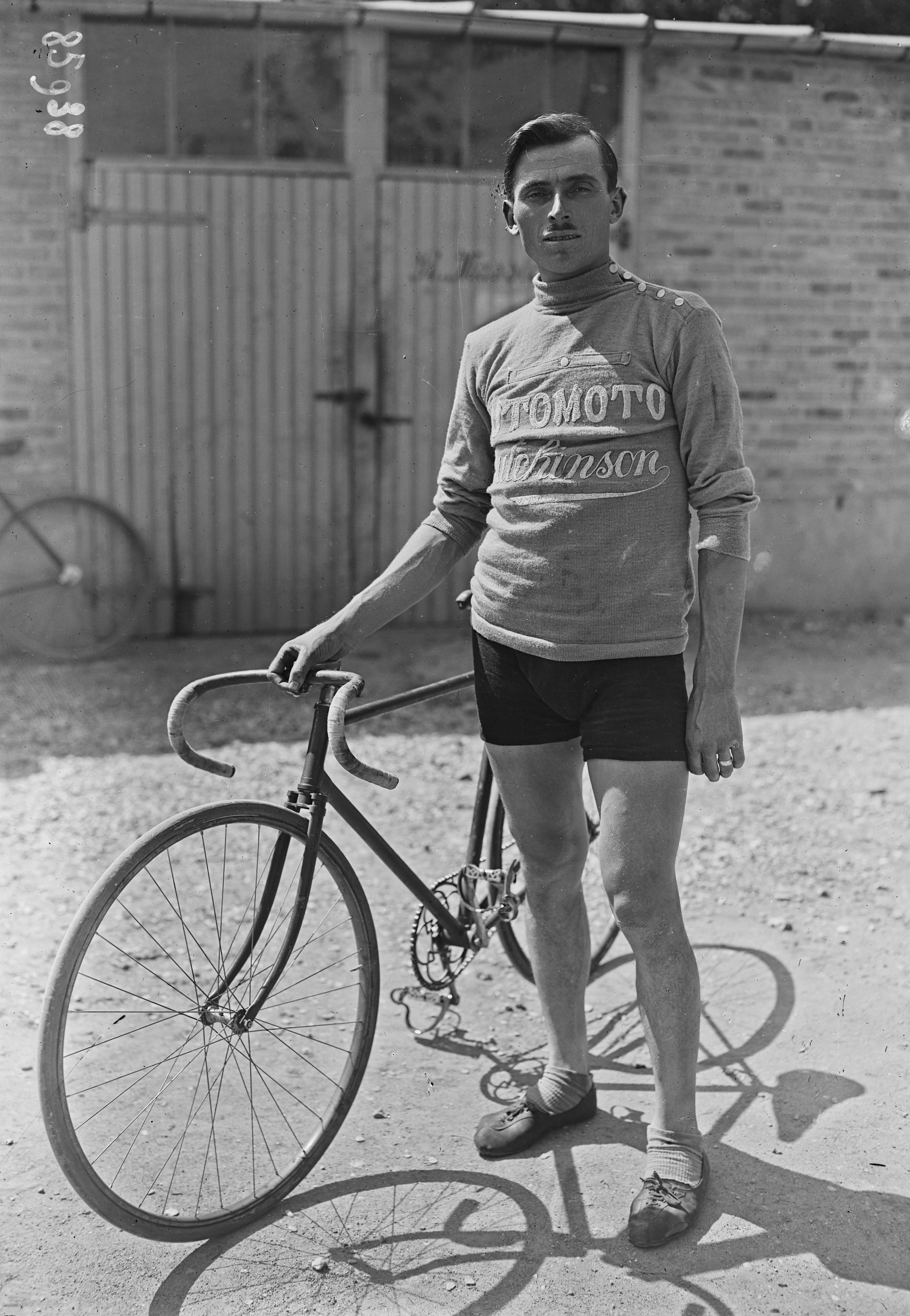
Bottecchia al via del Tour de France 1923

Finita la Guerra, nel 1920, pur continuando con i precedenti mestieri, cominciò a gareggiare con l'Unione Sportiva Pordenonese in alcune corse ciclistiche per dilettanti. Durante una di queste gare fu notato da emissari di Luigi Ganna, primo vincitore del Giro d'Italia, che lo volle nella sua formazione, la Ganna-Dunlop: Bottecchia divenne così ciclista professionista nel 1922, a 27 anni di età, e nel novembre di quell'anno concluse ottavo al Giro di Lombardia. Nel 1923 partecipò alla Milano-Sanremo, giungendo nono, mentre al Giro d'Italia di quell'anno giunse quinto, vincendo la classifica isolati, dal momento che gareggiava senza il supporto della sua squadra, e quella "iuniores".
Poche settimane dopo il Giro 1923 fu ingaggiato dalla formazione francese Automoto su segnalazione di un "reclutatore", un giornalista italiano, tal Borella, per partecipare al Tour de France. In quella Grande Boucle, nonostante partisse come gregario, Bottecchia indossò la maglia gialla del primato per sei tappe (primo italiano a riuscirvi) e terminò secondo nella classifica generale, battuto solo dal compagno di squadra Henri Pélissier. Concluse la stagione con il quarto posto al Giro di Lombardia.
Fu la svolta: nel biennio seguente Botescià, come lo chiamavano i francesi, si affermò come forte fondista, scalatore e passista. Vinse da dominatore sia l'edizione 1924 del Tour de France, sia quella del 1925, divenendo un eroe in Francia. Nel 1924 vestì di giallo per quindici tappe, dalla prima all'ultima (primo a riuscirvi), vincendone quattro, e prevalendo infine di più di mezz'ora su Nicolas Frantz; l'anno dopo fece sue quattro frazioni della corsa, vestì il simbolo del primato per tredici tappe e si impose in classifica con quasi un'ora di vantaggio sul secondo, Lucien Buysse.
Con questi risultati conobbe una notevole fama sia in Italia che in Francia; arrivarono anche importanti premi — tra cui quello della sottoscrizione popolare lanciata dalla Gazzetta dello Sport che raccolse 70 000 lire — che gli consentirono di garantirsi una vita più agiata, comprare una casa a San Martino e, in seguito, avviare anche un'officina per la costruzione di biciclette.
Nel biennio seguente ottenne risultati meno rilevanti. Nel 1926 al Tour de France fu costretto al ritiro al termine della decima tappa, sui Pirenei; in quella stagione concluse inoltre secondo al Giro dei Paesi Baschi, con un successo di tappa, e quarto al Giro di Lombardia. Non colse invece né vittorie né piazzamenti in gare di rilievo nella prima metà del 1927.

## La morte
Il 3 giugno 1927, Bottecchia fu trovato a terra agonizzante, in stato di semincoscienza, lungo una strada tra Cornino e Peonis, frazione di Trasaghis, nella zona dove era solito allenarsi. Dopo aver ricevuto l'estrema unzione dal parroco di Peonis, don Dante Nigris, venne ricoverato all'ospedale di Gemona del Friuli, dove gli furono riscontrate fratture alla volta e alla base cranica e alla clavicola destra. Morì dopo dodici giorni, il 15 giugno, senza aver mai ripreso del tutto conoscenza. Il funerale si svolse il 17 giugno a Gemona, con la bara avvolta dal tricolore, scortata dalle guardie municipali e salutata da un'imponente folla.
Tra i colleghi ciclisti, presenziarono alla cerimonia gli amici Alfonso Piccin e Adriano Zanaga e alcuni campioni francesi e belgi giunti dall'estero, tra i quali Henri Pélissier; fece invece notizia l'assenza dei più forti ciclisti italiani del tempo, tra cui Alfredo Binda, Costante Girardengo, Giovanni Brunero e Gaetano Belloni. Dopo il funerale la salma venne traslata nel piccolo cimitero di San Martino di Colle Umberto, luogo di nascita del campione, per l'inumazione. La morte di Bottecchia ebbe, data la fama da lui raggiunta in quegli anni, grande risalto sui giornali italiani e francesi, sportivi e non.

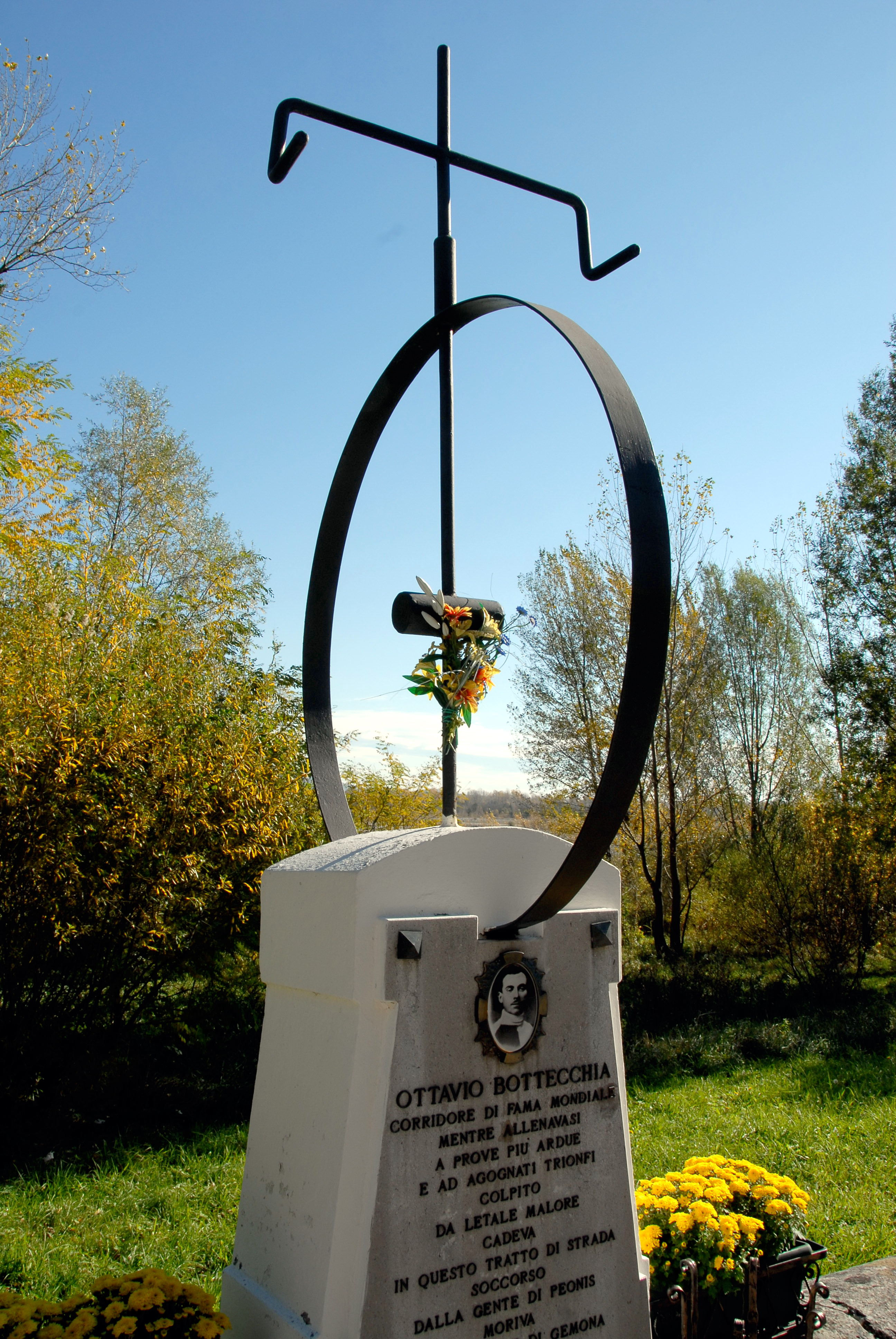
Monumento di Bottecchia a Peonis di Trasaghis, nei pressi del fiume Tagliamento

Pochi giorni dopo la scomparsa del campione, in un'intervista alla Gazzetta dello Sport la vedova Caterina affermò di come il marito, in punto di morte, avesse accennato a un «malore», portandola a pensare subito a un incidente in bicicletta. Le indagini ufficiali conclusero per la morte accidentale e questo consentì alla vedova di accedere a un premio assicurativo di 500.000 lire, investiti nell'acquisto di case e terreni.
La tesi dell'incidente verrà confermata anche nell'iscrizione («colpito da letale malore») posta sul monumento eretto dal Comune di Trasaghis in memoria di Bottecchia nel punto in cui il campione fu trovato a terra. Nel 1974, inoltre, il giornalista Giorgio Garatti riportò le dichiarazioni della nipote di Bottecchia, Elena, e dell'infermiera che aveva accompagnato il ciclista agonizzante fino a Gemona, le quali affermarono come, nei rari momenti di lucidità, il ciclista avesse pronunciato più volte la parola «malore».
Intorno alle cause della morte vennero però da subito formulate varie altre ipotesi, dall'omicidio per motivi politici o legato alle scommesse, all'aggressione per futili motivi, sino a una vendetta per motivi sentimentali da parte della famiglia della moglie. L'ipotesi del delitto per motivi politici fu rilanciata in Francia già nel dopoguerra da un articolo del giornalista Albert Londres per il ventennale della morte. La tesi fu ripresa nel 1978 anche dal giornalista Giulio Crosti, il quale poté accertare un'evidente volontà delle autorità dell'epoca di scoraggiare le indagini sul caso, e alcuni anni più tardi anche dallo studioso Enrico Spitaleri, autore nel 1987 e nel 2008 di due libri sul tema.
Spitaleri parlò di un'aggressione fascista avvenuta a Cornino, citando l'allora parroco di Peonis, don Dante Nigris, che nel 1973, in punto di morte, aveva rivelato al suo successore di come Bottecchia avesse avuto la peggio in una rissa scoppiata «per i suoi ideali antifascisti». A parziale sostegno di tale ipotesi resta il fatto che al funerale di Bottecchia mancarono i grandi campioni italiani dell'epoca, tanto che il giornalista Gianni Mura anni dopo commentò: «Per i nostri, forse, era un morto scomodo». Altri autori, come Elio Bartolini e Paolo Facchinetti, conclusero invece come, alla luce degli elementi disponibili, nessuna versione potesse ricevere maggior credito.
Supposizioni di vario tipo, anch'esse non confermate, si susseguirono per decenni. Vent'anni dopo i fatti di Peonis, un contadino friulano, emigrato in Francia e ormai in punto di morte, sostenne di aver picchiato a morte Bottecchia con un bastone perché gli stava rubando dell'uva (altre versioni parlarono di un sasso e di ciliegie, o di fichi). Il fatto fu confermato da un compagno di squadra. Pochi anni dopo, un emigrante italiano negli Stati Uniti, tal Berto Olinas, raccontò, anch'egli sul letto di morte, di aver ucciso su commissione mafiosa sia Ottavio Bottecchia sia il fratello Giovanni, morto pochi giorni prima (era stato investito da un'automobile il 23 maggio 1927), per motivi legati al racket delle scommesse.
Alla storia di Ottavio Bottecchia e alla sua misteriosa morte è stata dedicata una puntata de La storia in Giallo, programma radiofonico ideato e condotto da Antonella Ferrera e trasmesso il 7 dicembre 2005 da Rai Radio 3. Al mistero della sua morte fu dedicato il documentario di Gloria De Antoni Bottecchia, l'ultima pedalata, prodotto dalla Cineteca del Friuli, girato tra Friuli e Veneto nel luglio 2007, in occasione dell'80º anniversario della morte di Ottavio Bottecchia, e trasmesso nel 2008 su RaiSportPiù e su RaiDue.

## Attività imprenditoriale
Nel 1926, in collaborazione con Teodoro Carnielli, Bottecchia iniziò l'attività di fabbricante di biciclette, utilizzando il proprio cognome come marchio. Dopo la sua morte, l'attività continuò ad espandersi grazie alla famiglia Carnielli, e il marchio Bottecchia divenne progressivamente uno dei più importanti nel settore delle bici da passeggio, mountain bike e da corsa.

## Palmarès
- 1920 (Internazionale Pordenone, dilettanti)

Giro del Piave
Coppa della Vittoria
- 1921 (Unione Sportiva Pordenonese, dilettanti)

Coppa Gallo - Osimo
Circuito del Piave
Giro del Veneto
Giro del Friuli
Giro del Grappa - Montebelluna
Circuito di Vazzola
Circuito di Cordignano
- 1923 (Automoto, una vittoria)

2ª tappa Tour de France (Le Havre > Cherbourg)
- 1924 (Automoto, cinque vittorie)

1ª tappa Tour de France (Paris > Le Havre)
6ª tappa Tour de France (Bayonne > Luchon)
7ª tappa Tour de France (Luchon > Perpignan)
15ª tappa Tour de France (Dunkerque > Paris)
Classifica generale Tour de France
- 1925 (Automoto, nove vittorie)

1ª tappa Tour de France (Paris > Le Havre)
6ª tappa Tour de France (Les Sables-d'Olonne > Bordeaux)
7ª tappa Tour de France (Bordeaux > Bayonne)
18ª tappa Tour de France (Dunkerque > Paris)
Classifica generale Tour de France
Gran Premio di San Giovanni a Teduccio
Sei ore di Buenos Aires
- 1926 (Automoto, una vittoria)

2ª tappa Vuelta al País Vasco (Vitoria > Pamplona)

### Altri successi
- 1922 (Ganna)

Classifica juniores Giro dell'Irpinia e del Sannio
- 1923 (Automoto)

Classifica isolati Giro d'Italia
Classifica juniores Giro d'Italia
- 1924 (Automoto)

Classifica scalatori Tour de France
Prova dell'australiana al Giro della Provincia di Milano (con Costante Girardengo)
Classifica finale Giro della Provincia di Milano (con Costante Girardengo)
- 1925 (Automoto)

Classifica scalatori Tour de France
Prova a cronometro su pista Giro della Provincia di Milano (con Costante Girardengo)
Classifica finale Giro della Provincia di Milano (con Costante Girardengo)

## Piazzamenti

### Grandi Giri
- Tour de France

1923: 2º
1924: vincitore
1925: vincitore
1926: ritirato (10ª tappa)
- Giro d'Italia

1923: 5º

### Classiche monumento
- Milano-Sanremo

1923: 9º
1924: 5º
- Giro di Lombardia

1922: 8º
1923: 4º
1926: 4º

## Memoria
- Dopo la seconda guerra mondiale a Bottecchia venne intitolato lo stadio e velodromo di Pordenone.
- Per quanto concerne l'odonomastica, due strade, quella che attraversa Borgo Mescolino a San Martino di Colle Umberto, e quella che da Peonis conduce a Trasaghis, sono state intitolate rispettivamente "Viale O. Bottecchia" e "Via O. Bottecchia"[7].
- Nel film Totò e Peppino divisi a Berlino, del 1962, Totò cita Bottecchia insieme a Learco Guerra, quando elenca coloro che, a suo dire, sono i "grandi d'Italia".
- Nel maggio 2015 una targa dedicata a Bottecchia è stata inserita nella Walk of Fame dello sport italiano al parco olimpico del Foro Italico a Roma, riservata agli sportivi italiani che si sono distinti in campo internazionale.[16][17]
- Il 3 febbraio 2024 viene inaugurato nel suo paese natale San Martino di Colle Umberto un museo a lui dedicato.[18]
- Sempre il 3 febbraio 2024 è uscita una canzone a lui dedicata, intitolata "Il ricordo che non c'è" dei Terno Secco.

## Filmografia
- Gloria De Antoni, Bottecchia, l'ultima pedalata, La Cineteca del Friuli, 2008